# Giancarlo Judica Cordiglia
Giancarlo Judica Cordiglia (ur. 30 września 1971 w San Maurizio Canavese) – włoski aktor filmowy i telewizyjny, komik, reżyser i scenarzysta.